# Steen Christensen
Steen Bach Christensen (Frederiksberg, 1 de noviembre de 1941) es un deportista danés que compitió en vela en la clase 5.5 Metre. Participó en los Juegos Olímpicos de Roma 1960, obteniendo una medalla de plata en la clase 5.5 Metre.

## Palmarés internacional
| Juegos Olímpicos | Juegos Olímpicos | Juegos Olímpicos | Juegos Olímpicos |
| Año              | Lugar            | Medalla          | Clase            |
| ---------------- | ---------------- | ---------------- | ---------------- |
| 1960             | Roma (Italia)    | Medalla de plata | 5.5 Metre        |